# Bil
 For alternative betydninger, se Bil (flertydig). (Se også artikler, som begynder med Bil)
En bil (eller en automobil) er et selvkørende, motoriseret køretøj opfundet i slutningen af det 19. århundrede. Føreren af en bil kaldes en bilist eller chauffør. Automobil betyder slet og ret "selvbevægende" – altså kan bevæge sig af sig selv, men blev på dansk erstattet af det mere mundrette ord bil efter en enquete i dagbladet Politiken i 1902.
Biler kan typiseres efter brug, f.eks. busser (rutebiler, omnibusser), lastbiler, personbiler, varevogne og efter driftsteknik, f.eks. elbiler, hybridbiler.
Den første elektriske bilmærke med virkelig succes i bilindustrien, har været Tesla, der blev grundlagt i 2003 af den succesfulde forretningsmand Elon Musk. 
Ifølge Mozilla Foundation høster mange nyere biler data - og en del firmaer sælger disse data.

## Etymologi
14. marts 1902 blev ordet bil for første gang taget i brug - i Politiken, der havde udskrevet en konkurrence om et afløserord. Om forslaget "bil" skrev journalisten, at det nok var for nyt og dristigt, og at forslaget tøf var det bedste. Alligevel var det "bil", der vandt og blev det fællesnordiske ord, som har fortrængt andre kandidater. Ordet er en forkortelse af "automobil" med ophav i græsk auto og latin mobilis "bevægelig". I fransk og tysk valgte man derimod forleddet "auto". Englænderne fandt en anden løsning seks år tidligere – car. Ordet har sit ophav i et keltisk carr – "vogn", og det kom tilbage til engelsk via latin og fransk i formen carriage med betydningen "vogn, kærre". Det er også ophav til spansk  og italiensk carro. I 1826 begyndte amerikanerne at omtale jernbanevogne som car, men i 1896 blev ordet taget i brug om automobiler.

## Opfindelsen af benzinmotoren
Benzinmotoren i form af firetaktsprincippet blev opfundet af Alphonse Beau de Rochas - og tyskeren Nikolaus Otto startede i 1876 produktionen af motorer baseret på firetaktsprincippet som beskrevet af Alphonse Beau de Rochas. Der forskellige holdninger om hvem der har opfundet det første bilmærke, den første kilde siger at det var Gottlieb Daimler der opfandt den første bil i 1885.  Den anden kilde fortæller, at det var Karl Friedrich Benz i 1885 der opfandt den første benzinmotordrevne bil, og den samme kilde siger at Daimler først opfandt sin bil i 1887. Benz' bil var en trehjulet bil med encylindret benzinmotor og begge kilder er enige om at Daimlers bil var en hestevogn med en éncylindret benzinmotor. Daimlers motor var desuden vandkølet motor anbragt mellem sæderne i hestevognen. Daimlers bil kunne yde 1,1 hk ved 700 omd./min, og bilen havde en tophastighed på 16 km/h. I dag er verdens hurtigste bil målt til at kunne køre 1228 km/h. Navnet er en ThrustSSC.

## Forbrændingsmotor
Forbrændingsmotoren stammer helt tilbage til 1600-tallet, da den hollandske fysiker Christiaan Huygens i årene 1673-80 byggede en atmosfærisk krudtmotor, hvor ladningen af krudt drev stemplet op i en cylinder, indtil tyngdekraften stoppede det, hvor derefter blev arbejdsslaget udført på stemplet. Motoren var ubrugelig, da man ikke kunne udskifte ladningen af krudt hurtigt nok. I de næste 200 år prøvede mange opfindere at konstruere en forbrændingsmotor, men det blev ikke rigtig til noget.
I 1860 opstod den første brugbare forbrændingsmotor bygget af franskmanden J. Lenoir. Det var en kopi af dampmaskinen og var drevet af gas, hvor luft-gas-ladningen blev tændt op af et elektrisk tændrør. Motoren var dog uøkonomisk og størrelsen af motoren var op til 8,8 kW. I 1867 byggede de to tyskere N.A. Otto og E. Langen en gasmotor som stod lodret, hvor stemplet i de første 10 % af effekten sugede en luftblanding af gas ind og op, der med det samme blev antændt og drev stemplet med en monteret tandstang opad, indtil bevægelsen blev stoppede af atmosfæretrykket. 
I 1885 blev den første encylindrede benzinmotor med firetakts cyklus opfundet af tyskeren Gottlieb Daimler. Daimlers motor var meget lettere end de tidligere motorer og den havde et højere omløbstal. I 1893 kom tyskeren Rudolf Diesel med sin teori for en rationel varmemotor, som skulle erstatte dampmaskinerne, men det lykkedes ham ikke. I 1897 lykkedes det Diesel at lave den første brugelige 13 kW motor, der var encylindret og var vandkølet. Diesels motor var i høj grad bedre end dampmaskinerne. 
I løbet af 1950erne og 1960erne blev der lanceret en række af ualmindelige motorkonstruktioner, og den mest løfterige motor var drejestempelmotoren som var lavede af tyskeren Felix Wankel, men bilfabrikkerne ville i bund og grund holde fast i den populære Otto-motor (firetaktmotoren). Otto-motoren er blevet videreudviklet på mange steder, især med hensyn til forbrug, holdbarhed og effekt. Den mest anvendte motor er en firecylindret rækkemotor. Forbrændingsmotoren blev fremstillet med en cylinder, hvor stemplet så kan bevæges op og ned mellem TDP og BDP. TDP var topdødpunktet, og betegnes som stemplets stilling længst væk fra krumtapakslen. BDP var bunddødpunktet, og betegnes som stemplets stilling tættest fra krumtapakslen. Krumtappen er som regel for enden af motoren, som så er forsynet med et svinghjul, der gør motorens omdrejende bevægelser mere jævn. Cylinderen kan enten være luft- eller vandkølet, for at holde materialets temperatur på et lavt niveau.  

## Bremser
Bilbremser har været hydraulisk aktiverede siden 1930’erne. Der blev i 1970’erne indført tokreds bremsesystemer for at undgå risikoen for bremsesvigt ved en uforberedt opstået læk i det hydrauliske system. Den ene kreds kunne opretholde en stor del af bremsevirkningen i sammenfald af læk i den anden. Skivebremserne har vundet en stor udbredelse siden 1960’erne, fordi skivebremserne er billige i produktion, har en god holdbarhed og er enkle at vedligeholde. Alle kostbare biler er anlagt med skivebremse på alle hjul, men de billige bilmodeller bruger tromlebremser på de bagerste hjul, for så skaffer man en billig løsning på monteringen af håndbremsen. 
Kaliber er delen der klemmer bremseklodserne mod skiven, og som holder klodserne på plads. Væsken ved bremsen formidler bremsetrykket fra bremsepedalens til hjulbremserne hydraulisk.

## Materialer
I de fleste tilfælde er en bil konstrueret af en stålplade, som så er svejset til en selvbærende enhed. Dørene, motoren og affjedringen er monteret på pladen. Der blive udviklet meget med at bruge andre og lettere materialer, som forskellige kunstoffer eller man kan også bruge aluminium. Man fandt ud af i 1960’erne at ulempen ved at benytte stål på biler var, med de mange sammensvejste profiler kom der et stort antal af lukkede hulrum. I de hulrum kunne der komme ruster af atmosfærisk luft eller af vand. Det viste sig at lakeringen ved de ruster, var stort set umuligt.

## Det første automobil
Det første automobil med benzindrevet motor er lavet af Karl Friedrich Benz, grundlæggeren af et berømt bilmærke – Mercedes Benz.
Den første automobil, som var trehjulet, blev opfundet i 1886. Og efter udviklingen af den første bil, gik det kun en vej for Benz. Han blev verdens største producent af automobiler. Men det skulle han ikke hvis man spurgte den franske opfinder, Emile Constant Levassor. Benz fik en konkurrent i Emilie, som i 1891 ændrede automobilets design. Emilie udviklede automobilen ved at placere motoren foran førersædet, i stedet for under det. Det skulle være slut med en automobil, der lignede ”hestevogn”.
Det nye design havde en kæmpe betydning for bilens udvikling. Og de første biler i Europa var kun betragtet for de rige mennesker. Omkring 1890 begyndte amerikaneren Henry Ford  at eksperimentere med at bygge biler, og det var så der bilen blev et vigtigt fænomen i den amerikanske verdensdel.
Henry havde en idé om, at han kunne fremstille biler til en meget lav pris og sælge dem i enorme mængder. Ideen bestod i, at bygge biler på samlebånd, sådan at man sparede både tid og penge under produktionen.

## Spritbiler
I dag kan man købe biler, som kan køre mere eller mindre på sprit. Almindelige biler kan ifølge DR Viden køre på op til 5% (vandfri) sprit. I Sverige tilsættes 5 pct. ethanol til al benzin der sælges. Der findes også biler, hvis motorer kan køre på op til 85% sprit og mindst 15% benzin. Her er en liste over E85 biler. Nogle få bilmotorer kan køre på 100% sprit. Bemærk at Skycar også kan flyve på 100% sprit.
Selvom sprit bliver til H2O og CO2 i forbrændingsmotorer og brændselsceller, kan sprit godt være CO2-neutralt, hvis CO2 som blev anvendt til at fremstille spritten, oprindeligt kom fra atmosfæren under forbrug af f.eks. solenergi (planter, solceller), vindenergi eller fissionsenergi. Spritten kaldes i så fald bioætanol.
Selvom om samfundet i dag ikke kan lave al spritten der er nødvendig, vil en motorpark (f.eks. bil, lastbiler) som har mulighed for spritanvendelse, stille samfundet som helhed friere i fremtiden. Med de nuværende oliepriser (2006) er sprit, herunder ethanol, dog dyrere at producere og købe end benzin og dieselolie.